# 소원초등학교
소원초등학교는 대한민국 충청남도 태안군 소원면 신덕리에 있는 공립 초등학교이다.

## 학교 연혁
- 1917년 5월 7일 소원공립보통학교 개교
- 1938년 4월 1일 소원공립심상소학교로 개칭
- 1939년 9월 2일 모항분교장 승격 분리
- 1941년 4월 1일 소원공립국민학교로 개칭
- 1949년 9월 1일 시목분교장 승격 분리
- 1975년 3월 1일 소근분교장 승격 분리
- 1981년 3월 10일 병설유치원 개원
- 1996년 3월 1일 소원초등학교로 개칭, 의항분교장 편입
- 1999년 3월 1일 소근분교장 통폐합

## 참고 자료
- 소원초등학교 - 한국교육학술정보원 학교알리미